# イオンタウン豊見城
イオンタウン豊見城（-とみぐすく）は、沖縄県豊見城市字田頭に位置するショッピングセンター。マックスバリュ豊見城店を核に15の専門店が並ぶ。敷地内には、沖縄県内最大規模のメイクマン豊見城店があり、当ショッピングセンターのテナントには含まれていないが、隣接する形で位置しており、駐車場も一部供用となっている。

## 沿革
- 2004年12月7日 - 開店。

## 主要店舗
- The ダイソー
- オンデーズ
- イオン銀行（ATM）

## アクセス

### 路線バス
- 我那覇バス停下車、徒歩約3分
  - 55番・牧港線　（琉球バス交通）
  - 56番・浦添線　（琉球バス交通）
  - 88番・宜野湾線　（琉球バス交通）
  - 89番・糸満（高良）線　（琉球バス交通・沖縄バス）
  - 98番・琉大（バイパス）線　（琉球バス交通）
  - 101番・平和台安謝線　（那覇バス）
- メイクマン豊見城店前下車すぐ
  - 45番・与根線　（那覇バス）